# 지바타촌
지바타촌(知波田村)은 시즈오카현 후치군·하마나군에 설치되었던 촌이다. 현재의 고사이시에 해당한다.